# Conferenza di Losanna (1922-1923)
La conferenza di Losanna si è tenuta nella città svizzera di Losanna dal novembre 1922 al febbraio 1923 al fine di negoziare un accordo che sostituisse il trattato di Sèvres non riconosciuto dal nuovo governo turco di Mustafa Kemal Atatürk.

## La conferenza
Alla conferenza, presieduta dal Ministro degli Esteri britannico Lord Curzon, parteciparono delegati di Gran Bretagna, Francia, Italia e Turchia. Quest'ultima venne rappresentata da İsmet İnönü e Rıza Nur.
La conferenza durò 11 settimane durante le quali intervennero con dei discorsi anche Benito Mussolini e il primo ministro francese Raymond Poincaré. Nonostante ciò fu impossibile trovare un accordo con i turchi che soddisfacesse le richieste di tutti e, il 4 febbraio 1923, Lord Curzon chiuse i negoziati tornando a Londra.
Un accordo definitivo venne trovato solo con il trattato di Losanna del 24 luglio 1923.